# Глухівський ліцей-інтернат з посиленою військово-фізичною підготовкою
Глухівський ліцей-інтернат з посиленою військово-фізичною підготовкою— середній загальноосвітній заклад у місті Глухові, Шосткинського району, Сумської області, Україна. Мова навчання — українська. Станом на 1 квітня 2013 року кількість вихованців у ліцеї становила 426 дітей віком від 6 до 17 років.
З метою увічнення пам'яті Героя Радянського Союзу М. І. Жужоми, чиє ім'я носить школа, з 10 травня 1984 в школі працює музей імені М. І. Жужоми. Тут зібрані експонати з усіх куточків Радянського Союзу.

## Історія
|  | На початку 60-х років минулого століття в системі освіти сталися зміни. На місце дитячих будинків прийшли більш прогресивні і краще оснащені школи – інтернати. У 1965 році на півночі Слобожанщини, у чарівному, мальовничому куточку старовинного Глухова була збудована школа-інтернат. Основою учнівського та педагогічного колективу школи стали вихованці дитячого будинку та їх наставники. |

Очолив даний навчальний заклад колишній директор дитячого будинку Микола Іванович Мишин –  фронтовик, авіатор. Людина з великим життєвим досвідом, він зумів організувати навколо себе однодумців, яким престиж школи  був не байдужим.
Навесні весь колектив педагогів та учнів зайнявся упорядкуванням шкільної території. Були закладені алеї героїв, космонавтів, шкільний стадіон оточили пірамідальні тополі.
 На фоні інших шкіл  міста інтернат був багатим навчальним закладом. На Павлівському  озері базувалися власні човни, були у розпорядженні туристичні намети.
Мишин М.І. мріяв створити в школі духовий оркестр. І його мрія здійснилася. Це була гордість школи.
Велику увагу приділяв Микола Іванович військово-патріотичному вихованню учнів. Незабутньою була у той період військово-патріотична гра «Зірниця». Таких, майже справжніх на вигляд, муляжів автоматів, виготовлених у шкільних майстернях, не мав жодний інший  загін.
Микола Іванович був дійсно батьком для своїх учнів ( у багатьох з них зовсім не було рідних). Це була людина, у якої діти вчилися жити. Він був вимогливим, але люблячим педагогом, знаходив радість у спілкуванні з вихованцями, вірив у те, що кожна дитина може стати доброю людиною. Мишин М.І був переконаний, що школа повинна бути для дитини храмом душі, а храм – це не тільки дім, а й почуття, які тебе зігрівають, дають тобі силу жити й  перемагати.

### Становлення школи
У 1972 році школу-інтернат очолив Афанасій Костянтинович Шумило – людина високої культури з урівноваженим характером. Він умів спілкуватися з учнями і з педагогами на притаманному тільки йому рівні.
А.К. Шумило за час роботи директором школи зумів сформувати творчий колектив, який вірив  керівнику і підтримував його.   Стиль роботи директора став стилем життя педагогічного колективу, де на  перший план виходять об’єктивність в оцінюванні результатів праці, уміння відстояти свою точку зору, не ображаючи при цьому гідність своїх колег.
Афанасій Костянтинович приділяв велику увагу навчально-виховному процесу. Саме за його ініціативою в школі була створена кабінетна система, завдяки якій учні ходили на уроки  до навчальних кабінетів.
Коли у школах країни почали зароджуватися шкільні лісництва, серед перших шкіл на Сумщині, які включилися в цю роботу, була Глухівська школа – інтернат. Окрім того, що її вихованці посадили сотні дерев на схилах Павлівського озера та навколо школи, справжньою гордістю став створений у школі кабінет лісництва, відчинивши двері якого ти потрапляв у затишний куточок природи з зеленими деревами та кущами. Тут можна було побачити і звірів, і птахів, почути їх спів (на магнітофонному записі).
1970 р. – створення кабінету трудового навчання.
1971 р. – створення кабінету музики.
1972 р. – введено кабінетну систему.
1977 р. –  при бібліотеці було створено читальний зал, поряд знаходилися стелажі з художньою літературою. Фонд підручників був у окремому місті, видачу їх здійснював лаборант.
Борис Пилипович був ініціатором і сам брав участь у створенні методичного кабінету у школі, у якому була зібрана методична література, література з питань теорії педагогіки та психології, рекомендації щодо проведення сучасного уроку, розробки уроків та виховних заходів найкращих педагогів школи.  Шилов Б.П. започаткував проведення в школі предметних тижнів.
У цей період була проведена реконструкція шкільної бібліотеки, яка значно поповнилась літературою.
Велику увагу приділяв директор школи і патріотичному вихованню. Постановою Ради Міністрів України від 1406.1982р. № 325 восьмирічній школі – інтернату було присвоєно ім’я  Героя Радянського Союзу Миколи Івановича Жужоми. У травні 1984 року  за ініціативою  Шилова Б.П. був відкритий    шкільний музей  М.І. Жужоми.
Відбулася реконструкція кабінетів історії, фізики, хімії, біології, географії, музики, англійської мови (з лінгафонною апаратурою).
За 1985 рік юні лісоводи виростили та передали саджанці  для озеленення міста: 300 горобин, 200 берізок, 500 каштанів, 400 лип, 200 кленів. На високому рівні була організована дослідницька робота. Досвід роботи шкільного лісництва був узагальнений і представлений  на ВДНГ ( м. Москва), де в 1986 році робота юних лісничих була високо оцінена. Їх було нагороджено дипломом третього ступеня та бронзовою медаллю.
Велика увага приділялась розвитку художнього та естетичного виховання учнів. На базі школи – інтернату розпочала працювати філія міської музичної школи. Був створений хор педагогічних працівників , який брав участь в 
оглядах художньої самодіяльності.
1979 р. – розпочав роботу КІД ( клуб інтернаціональної дружби)
1982 р. –  Постановою Ради Міністрів України від 14.06 1982 р. восьмирічній школі – інтернату було присвоєно ім’я  Героя Радянського Союзу Миколи Івановича Жужоми.
8 травня 1984 року зусиллями директора школи Шилова Бориса Пилиповича було відкрито музей Миколи Івановича Жужоми.
1984 р. – створено методичний кабінет школи.
1986 р. – юні лісники на ВДНГ (м. Москва) отримали диплом ІІІ ступеня і бронзову медаль.
На посаді директора Олексій Феодосійович пропрацював вісім років.
У 1989 році школа-інтернат була реорганізована в середню загальноосвітню школу з 10-11 педагогічними класами, у яких викладали вчителі педагогічного інституту. Закінчивши школу, учні ставали студентами Глухівського педагогічного інституту.
За шкільним лісництвом було закріплено 190 га. лісу і тому було створено кабінет лісництва, де були зібрані та описані породи всіх дерев, що зустрічаються в нашій країні, на високому рівні була організована пошукова та дослідницька робота. Робота юних лісників була високо оцінена та нагороджена дипломом третього ступеня та бронзовою медаллю.
Створюється при школі підсобне господарство, де утримується більш як 50 голів свиней, парник, який повністю забезпечує шкільну їдальню в зимовий період зеленою цибулею, кропом та петрушкою.
Микола Михайлович ініціював у 1996 році реорганізацію школи в загальноосвітню школу-інтернат І-ІІ ступенів, ліцей згідно з рішенням Глухівської міської ради  № 152  від 20.06.1996 р. . Були набрані перші ліцейні класи. Ідея школи – ліцею сформувалась не одразу. 
1995 р. – було об’єднано фонди художньої літератури і підручників, відкрито книгосховище. Читальний зал і абонемент – просторе приміщення, яке вміщувало близько 40 відвідувачів.
1997 р. – на базі школи-інтернату сформовано загальноосвітній навчально-виховний комплекс: загальноосвітню школу-інтернат І-ІІ ступенів-ліцей.
1998 р. – створено шкільне учнівське наукове товариство «Альтаїр».
Уперше вчитель обслуговуючої праці Терещенко Ірина Іванівна стала переможцем ІІ (обласного) етапу Всеукраїнського конкурсу «Учитель року – 1998».
1999 р. – уперше науковці шкільного товариства заявили про себе, ставши призерами  на ІІ етапі Всеукраїнського  конкурсу – захисту науково-дослідницьких робіт МАН. Уперше у школі проведено конкурс «Ліцеїст  року».
Учні школи вперше стали призерами ІІ етапу конкурсу-захисту науково-дослідницьких робіт у Сумському територіальному відділенні МАН.
2000 р. – впроваджується система інтерактивної роботи за модульною технологією. Уперше учні школи стали призерами на ІІІ етапі Всеукраїнського  конкурсу – захисту науково-дослідницьких робіт МАН. Створена «Барвінкова республіка».
- 2001 рік – загальноосвітній навчально-виховний комплекс: загальноосвітня школа-інтернат І-ІІ ступенів-ліцей;
- 2004  рік – Глухівська спеціалізована школа-інтернат І-ІІІ ступенів ім. М. І. Жужоми;
- 2013-2018 рік – Глухівська загальноосвітня школа – інтернат І-ІІІ ступенів ім. М. І. Жужоми;
- 2018 рік – КЗ СОР Глухівський ліцей-інтернат з посиленою військово-фізичною підготовкою.

## Кадровий потенціал
У ліцеї працюють 67 педагогічних працівників, з них 38 учителів, 29 вихователів.
Кваліфікаційна категорія:
- Вища категорія – 19 осіб;
- І категорія – 14 осіб;
- ІІ – категорія – 15 осіб;
- Спеціалісти – 19 осіб.

## Спроможності
Навчання в початковій школі (1-4 класи); навчання у школі ІІ ступеня (гімназія – 5-6 класи); навчання у ліцеї (7-11 класи). Ліцей впроваджеє роздільне навчання та виховання хлопчиків-ліцеїстів і дівчаток-панянок. Спеціалізована освіта для юнаків з 13 років здійснюється за військово-фізичним напрямом. Дівчата (панянки) за напрямом медичної справи мають змогу відвідувати  заняття «Школи успіху», де працюють студії «Хореографія», «Живопис», «Музичне мистецтво», «Рукоділля» тощо.

## Керівництво
- 1965р. – Мишин Микола Іванович
- 1969 р. – Шумило Афанасій Костянтинович
- 1978 р. – Шилов Борис Пилипович
- 1987 р. – Давидович Олексій Феодосійович
- 1995 р. – Забара Микола Михайлович